# Mathilde Ollivier (Schauspielerin)
Mathilde Ollivier (* 20. September 1994 in Paris) ist eine französische Schauspielerin und Model.

## Leben
Mathilde Ollivier besuchte von 2008 bis 2010 die Académie Internationale de la Danse, wo sie eine Tanzausbildung in Modern Dance und Jazz Dance erhielt. Ihre Schauspielausbildung absolvierte sie von 2007 bis 2010 (Section Collège et Lycée) und von 2011 bis 2014 am Cours Simon in Paris bei Diane de la Croix und Arnaud Décarsin. 2014 war sie am Théâtre du Gymnase Marie Bell in einer Bühnenfassung von Gefährliche Liebschaften von Pierre Choderlos de Laclos zu erleben, in der Spielzeit 2014/15 stand sie im Musical Mistinguett, reine des années folles von François Chouquet am Casino de Paris auf der Bühne.
Eine erste Filmrolle hatte sie 2016 in Harley Davidson 344  von Patrick Pearse. Fotos von Ollivier erschienen unter anderem ab 2016 in der australischen Ausgabe der Zeitschrift Vogue und im Purple Fashion Magazine sowie 2018 im Modemagazin L’Officiel. 2018 verkörperte sie im US-amerikanischen Horror-Kriegsfilm Operation: Overlord mit Wyatt Russell die Rolle der Chloe Laurent. Im Folgejahr war sie in Spion aus Berufung als Giselle zu sehen. 2020 spielte sie in der romantischen Komödie Die Hochzeit meines Bruders mit Alicia Silverstone und Jake Hoffman die Rolle der Clemence und im Science-Fiction-Action-Thriller Boss Level mit Mel Gibson und Naomi Watts die Rolle der Gabrielle.
In der deutsch-französischen Miniserie Nona und ihre Töchter verkörperte sie 2021 die Rolle der jungen Nona. In der im November 2022 auf Netflix veröffentlichten Mystery-Thrillerserie 1899 übernahm sie die Rolle der Clémence.
In den deutschsprachigen Fassungen wurde sie unter anderem von Jessica Walther-Gabory in Boss Level und Operation: Overlord, von Anna Amalie Blomeyer in Spion aus Berufung sowie von Lisa Müller in Die Hochzeit meines Bruders synchronisiert.

## Filmografie (Auswahl)
- 2016: Harley Davidson 344 (The Misfortunes of François Jane)
- 2016: Walking Home (Kurzfilm)
- 2017: La Sainte Famille
- 2018: Operation: Overlord
- 2019: Spion aus Berufung (Liberté: A Call to Spy)
- 2020: Die Hochzeit meines Bruders (Sister of the Groom)
- 2020: Boss Level
- 2021: Nona und ihre Töchter (Nona et ses filles, Fernsehserie, 9 Folgen)
- 2022: 1899 (Fernsehserie, 8 Folgen)
- 2023: Mrs. Davis (Fernsehserie, 2 Folgen)
- 2024: The New Look (Fernsehserie, Folge 1x01 Die dunkelste Zeit)
- 2024: El llanto
- 2024: Sarah Bernhardt, la divine